# 巴克林 (堪薩斯州)
巴克林（英語：Bucklin）是一個位於美國堪薩斯州福特縣的城市。

## 地方資料
根據2020年美國人口普查的數據，巴克林的面積為1.56平方千米，當中陸地面積為1.49平方千米，而水域面積為0.07平方千米。當地共有人口727人，而人口密度為每平方千米466.03人。